# Пелакова, Кристина
Кристина Пелакова (словац. Kristína Peláková; 20 августа 1987, Свидник, ЧССР) — словацкая певица, участница международного конкурса Евровидение 2010 от Словакии.

## Биография
С раннего детства она любила музыку и пение, девять лет обучалась игре на фортепиано, затем поступила на факультет музыки и театра в консерватории Кошице и встретилась с продюсером Мартином Кавуличем. 19 июля 2007 года она выпустила первый сингл «Som tvoja», записанный вместе с рэпером Опаком из братиславской группы A.M.O. Известной стала после исполнения композиции «Vráť mi tie hviezdy» Беаты Дубасовой. Первый альбом «Ešte Váham» был выпущен 11 ноября и был презентован 18 ноября в братиславском клубе ROUTE 69.
В 2009 году Кристина стала известна не только в родной Словакии, но и за её пределами, благодаря композиции «Stonka» (Стебель). В 2010 году Кристина выиграла право на участие в конкурсе песни Евровидение, однако с песней Horehronie не вышла в финал конкурса. В 2011 году она и её продюсер Мартин Кавулич получили право записать гимн к чемпионату мира по хоккею 2011 года в Словакии. Сначала была написана песня «Hej Slovensko»., но она не была признана официальной. Тогда 18 марта была представлена песня «Life is a Game», которая была признана официальным гимном.
В начале ноября 2011 года Кристина стала победительницей в номинации «Певица года» по версии посетителей сайта чешского телеканала «Óčko». Вслед за этим Кристина заняла четвёртое место в голосовании на чешскую премию «Slávik» в номинации «Slavíci bez hranic» — лучший словацкий исполнитель в Чехии. Сама Кристина стремится быть похожей на Бритни Спирс, Бейонсе, Кристину Агилеру.

## Дискография

### Альбомы
- ….ešte váham (2008) (Компакт-диск)[7]
- V sieti ťa mám (2010) (Компакт-диск)[7]
- Na slnečnej strane sveta (2012) (Компакт-диск)

### Синглы
- Som Tvoja (2007)[1][7]
- Zmrzlina (2008)[7]
- Vráť Mi Tie Hviezdy '08 (2008)[7]
- Ešte Váham (2008)[1]
- Stonka (2009)[8]
- Horehronie (2010)[7]
- Pri Oltári (2010)[8]
- Vianočná Nálada (2010)[8]
- V Sieti Ťa Mám (2010)[8]
- Life is a Game (2011)
- Tak Si Pustím Svoj Song (2011)[8]
- Jabĺčko (2012)

### Синглы на CD
- Som Tvoja Featuring Opak / A.M.O. (2007)[1][7]
- Zmrzlina Featuring Victoria (2008)[7]
- Vráť Mi Tie Hviezdy '08 (2008)[7]
- Horehronie (2010)[7]
- Life is a Game (2011)

## Дуэты
- Som Tvoja (с рэпером Опаком)[1]
- Zmrzlina (с чешской певицей Викторией)[1]
- Po Vine (с Робо Григоровым)[1]

## Клипография
- Som Tvoja (2007)
- Zmrzlina (2008)
- Vráť Mi Tie Hviezdy '08 (2008)
- Ešte Váham (2008)
- Horehronie (2010)
- V Sieti Ťa Mám (2010)
- Tak Si Pustím Svoj Song (2010)
- Life Is A Game (2011)[9][10]
- Pri Oltári (2011)[11][12]